# Gymnosporangium gjaerumii
Gymnosporangium gjaerumii är en svampart som beskrevs av Korbonsk. & Azbukina 1997. Gymnosporangium gjaerumii ingår i släktet Gymnosporangium och familjen Pucciniaceae.   Inga underarter finns listade i Catalogue of Life.